# Жанри фантастичної літератури
Жанри фантастичної літератури — усі напрямки літератури, що описують надприродне, розкривають фантастичні теми і сюжети чи містять певні фантастичні елементи та мають те чи інше відношення до жанру химерної, або фантастичної літератури, а також віршовані твори у жанрі фантастичної поезії тощо.

## Жанри твердої наукової фантастики
Прикладами твердої наукової фантастики , в основі сюжету якої як правило лежить якась наукова експедиція, гіпотеза, ідея чи відкриття, є романи Гола Клемента «Експедиція «Тяжіння»», Роберта Л. Форварда «Яйце дракона», Чарльза Еріка Мейна «Глибокий вакуум», Ґреґорі Бенфорда «Проект «Юпітер»». Різновидами твердої наукової фантастики є фантастика винаходу, темпоральна фантастика, просторово-часова фантастика, аерокосмічна фантастика, медична фантастика, фантастика контакту тощо.
Серед найпомітніших романів фантастики винаходу — «Франкенштайн, або сучасний Прометей» Мері Шеллі, «Зелений промінь» Жуля Верна, «Гіперболоїд інженера Гаріна» Олексія Толстого, «Собаче серце» Михайла Булгакова чи «Фонтани Раю» Артура Ч. Кларка. Важливою частиною твердої наукової фантастики також є аерокосмічна фантастика, до якої відносяться повітроплавна фантастика, міжпланетна фантастика та міжзоряна фантастика. Повітроплавна фантастика представлена такими книгами як «Робур-завойовник» Жуля Верна, «40 000 кілометрів на борту аероплана «Привид» Хесуса де Арагона чи «Повітряною кулею до полюса» Владислава Уміньського. До міжпланетної фантастики належать «Між двох планет» Курда Лассвіца, «На срібній планеті» Єжи Жулавський та «Між планетами» Роберта Хайнлайна. Зразками міжзоряної фантастики є «Втеча Землі» Франсіса Карсака, «Без зупинки» Браєна Олдіса, «Туманність Андромеди» Івана Єфремова, «Пасинки всесвіту», «Боги зорельоту» Марка Джестона, «Самба втечі та переслідування» Ясутаки Цуцуя та «Полонений всесвіт» Гаррі Гаррісона.
До темпоральної фантастики, сюжети якої присвячені питанням подорожей у часі, належать книги «Машина часу» Герберт Веллса,  = «Подорож до завтра» Тауфіка ель Хакіма, «Безмежний час» Фріца Лайбера, «В Інституті часу йде розслідування» Аріадни Громової та Рафаїла Нудельмана, «Ніч часів» Рене Баржавеля та «Час та знову час» Джека Фінні.
Просторово-часова фантастика описує паралельні світи, інші виміри та подорожі у часі та просторі. Такими є романи Айзека Азімова «Самі боги» та «Брама» Фредеріка Пола.
Таймпанк — сукупність особливих піджанрів наукової фантастики, що моделюють світ на суттєво інакшому технологічному рівні, що передбачає інші закони соціуму. Серед напрямків таймпанку — стоунпанк, сандалпанк, клокпанк, стімпанк,паропанк, дизельпанк, нанопанк, біопанк, космопанк. Та все ж найвідомішим напрямом таймпанку є кіберпанк. Помітними зразками фантастики у жанрі «кіберпанк», сюжети якого пов'язані з віртуальним світом, є романи «Програмне забезпечення» Руді Рюкера, «Невромант» Вільяма Ґібсона, «Шизматриця» Брюса Стерлінґа, «Вакуумні квіти» Майкла Свонвіка, «Вірт» Джеффа Нуна та «Смертельна мрія» Бена Бова.
Воєнна фантастика виникла на межі воєнної літератури та твердої наукової фантастики. Серед її різновидів — мілітаристська фантастика, космічна опера, фантастичний бойовик, романи про війни майбутнього та антивоєнна фантастика). Філософськими зразками мілітаристської фантастики є романи «Зоряний десант» Роберта Е. Хайнлайна, «Захід слави» Джеррі Пурнелла, «Гра Ендера» Орсона Скотта Карда чи «Війна старого» Джона Скальці. Часним прикладом мілітаристської фантастики в області масової літератури є фантастичний бойовик, як-от роман «Кобра» Тімоті Зана. Своєрідним прикладом космічної воєнної фантастики, часто з мелодраматичним сюжетом є космічна опера «Принцеса Марса» Едгар Р. Барроуза чи "Космічний Жайворонок «Е. Е. „Дока“ Сміта. Інший зразок воєнної фантастики — романи про війни майбутнього, такі як „Янгол революції“ Джорджа Ґріффіса, „Велика війна в Англії у 1887 році“ Вільяма Ле К'є, „Армагедон“ Стенлі Ватерлоо, „Рагнарок“ Шоу Дезмонда та „Прелюдія у Празі: війна 1938 року“. На противагу мілітаристській воєнній фантастиці народилася антивоєнна фантастика, що слідуючи канонам антивоєнної прози на фантастичному тлі, зображуючи сувору дійсність та негативні боки війни. Найвідомішими романами цього напрямку є „Вічна війна“ Джо Голдмена та „Світ смерті“ Гаррі Гаррісона.
На межі фантастики з детективною літературою виникли такі напрямки фантастичного жанру як детективна фантастика та фантастичний детектив, тобто детективний твір, що має фантастичні елементи сюжету. Детективна фантастика охоплює фантастичні твори, що мають у сюжеті суттєву детективну складову, такі як романи „Вбивство на 31-ому поверсі“ Пера Вальо, „Сталеві печери“ Айзека Азімова та „Зруйнована людина“ Альфреда Бестера. Роман „Міс Шамвей та чорна магія“ Джеймса Гедлі Чейза та цикл романів „Фантомас“ П'єра Сувестра є прикладами жанру фантастичний детектив.
Цікавим романом гостросюжетної фантастики є „Орбіта втечі“ Джеймса Вайта. Серед фантастичних трилерів можна назвати книги „Дивовижна історія Мері Стенз“ Роберта Вейда, „Холодна шкіра“ Альберта Санчеса Піньйоля і „Карантин“ Ґреґа Іґена. Симбіозом фантастичного трилеру та роману про близьке майбутнє є технотрилер.

## Напрямки географічної та біологічної фантастики
Важливе місце у науковій фантастиці займають біологічні теми. До фантастики контакту належать романи „Станція для пересадки“ Кліффорда Саймака, „День пришестя богів“ Кларка Дарльтона, „Господарі-творці“ Іендо Біндера та „День, коли з'явилися триподи“ Джона Крістофера.Еволюційна фантастика представлена зокрема романами „Від мавпи до людини“ Остіна Бірбауера, „Зоряне народження“ Герберт Дж. Веллса, „Народження світу“ Шоу Дезмонда, „Природні тварини“ Веркора, „Планета мавп“ П'єра Буля та „Точка Омега“ Джорджа Зебровськи. Значними творами зоологічної фантастики є романи „Завр“ Ідена Філлпотса, „Сильва“ Веркора, „Шардік“ Пітера С. Біґла, „Рій“ Артура Герцога, „Забуті звірі Ельду“ Патриції Маккілліп та „Звірі“ Джона Краулі. Прикладами флористичної фантастики є книги „Квіти Венери“ Філіппа Кюрваля, „День тріффідів“ Джона Віндема, „Уся плоть — трава“ Кліффорда Саймака, „Цвітіння Ерди“ Л. Е. Тейлор та „Чи щасливі квіти польові“ Баку Юмемакуре.
Серед романів медичної фантастики виділяються „Безсмертні“ Джеймса Ґанна, „Станція-шпиталь“ Джеймса Вайта, „Зоряний хірург“ Елана Нурса, „Ліки вибору“ Майкла Крайтона, „Ліки від раку“ Майкла Муркока, „Нащадки людини“ Френсіса М. Басбі чи „Генетичний солдат“ Джорджа Тьорнера.
Прикладами географічної та екологічної фантастики є романи Жуля Верна „Надзвичайні пригоди та подорожі капітана Ґаттераса“, Джеймса Балларда „Вітер нізвідкіля“, Джорджа Ґріффіса „Кліматичний синдикат погоди“, Джона Боланда „Білий серпень“, Гаррі Гаррісона „Посуньтесь, посуньтесь“ та Жана-П'єра Андревона „Пустеля світу“. Різновидами географічної фантастики є романи-катастрофи та романи про загублені світи. Яскравими прикладами книг про загублені світи є „Загублений світ“ Артура Конана Дойла, „Загублений континент“ Чарльза К. Хайна, „Втрачений горизонт“ Джеймса Хілтона, „Металеве чудовисько“ Ебрахама Мерріта, „Копальні царя Соломона“ Генрі Райдера Хаґґарда. Серед романів-катастроф можна виокремити „Поверхня планети“ Даніеля Дрода, „Загибель дракона“ Сакьо Комацу, „Божа кузня“ Ґреґа Біра, „Темрява“ Одржея Неффа. Логічним продовженням жанру апокаліптичної фантастики є постапокаліптичні романи, серед яких виокремлюються „Нюрк“ Стефан Вуля, „Герої та лиходії“ Енджели Картер, „Піраміда Мортона“ Анатоля Імерманіса, „Листоноша“ Дейвіда Бріна та апокаліптичної фантастики є постапокаліптичні романи, серед яких виокремлюються „Нюрк“ Стефан Вуля, „Герої та лиходії“ Енджели Картер, „Піраміда Мортона“ Анатоля Імерманіса, „Листоноша“ Дейвіда Бріна та „Селище“ Кіра Буличова. Напрямком постапокаліптичної фантастики є постатомна фантастика, наприклад, книга Невіла Шюта „На березі“.
Пригодницька фантастика сформувалася на межі пригодницької літератури та наукової фантастики. Яскравий її приклад — „Навколо світу за 80 днів“ Жуля Верна. Часним випадком пригодницької та географічної фантастики є фантастичні робінзонади. Прикладами фантастичних робінзонад „Життя та пригоди Пітера Вілкинса, корнвельца: в основному стосуються його корабельної аварії в районі Південного полюса, його дивовижної подорожі до підземного світу і зустрічі там з Гаурі-літаючої жінкою“ Роберта Пелтока, „Робінзони космосу“ Франсіса Карсака та „Транзит“ Едмунда Купера. Близьким жанром до пригодницької фантастики є фантастична мариністика. Яскравими зразками останньої є романи „Мобі Дік, або Білий кит“ Германа Мелвілла, „Залізний пірат“ Макса Пембертона, „Морська таємниця“ Михайла Розенфельда, „Таємниця двох океанів“ Григорія Адамова, „Шостий океан“ Миколи Гомолка, „Левіафан“ П'єра Буля, „Хвилі“ Майкла Е. Фостера.
На межі географічної, соціальної та екологічної фантастики лежить урбаністична фантастика, до якої належать такі романи як „Місто“ Кліфорда Д. Саймака, „Світвотер“ Кнута Фальдбаккена, „Бетонний острів“ Джеймса Балларда та „Місто Акерон“ Нільса Нільсена.

## Жанри „м'якої“, або гуманітарної фантастики

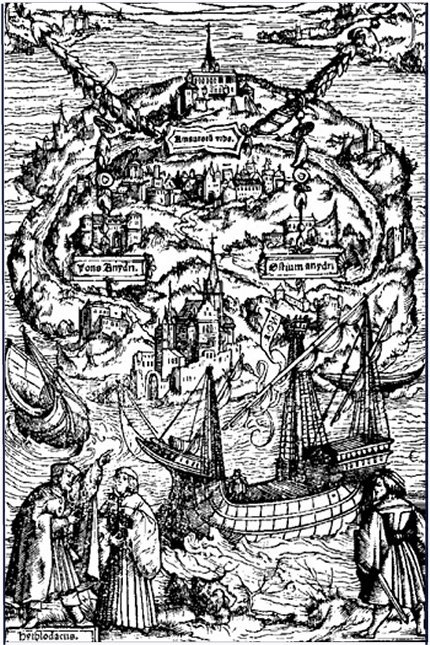
Амброзіус Гольбейн. до видання книги „Утопія“ Томаса Мора 1518 р.

На противагу твердій природничонауковій фантастиці з'явилися напрямки жанру, що зосереджувалися преважно на гуманітарних питаннях — соціальних, психологічних, філософських, політичних, релігійних проблемах, а також мистецьких, спортивних, любовних чи інших аспектах майбутнього чи фантастичного життя. Ці течії фантастики об'єднані умовною назвою М'яка наукова фантастика.
До визначних творів соціальної фантастики належать цикл Айзека Азімова „Фундація“ та роман Олександра Біляєва „Людина-амфібія“. Самобутніми піджанрами соціальної фантастики є утопія та антиутопія. Антиутопія — жанр фантастичної літератури, що описує державу, суспільство чи групу людей, або світ в цілому, в яких взяли гору негативні тенденції розвитку.
Серед антиутопій слід назвати „Залізна п'ята“ Джека Лондона, „Ми“ Євгена Зам'ятина, „Війна з саламандрами“ Карела Чапека, „Прекрасний новий світ“ Олдоса Гакслі, „Калокаїн“ Карін Боє, „1984“ Джорджа Орвелла, „План втечі“ Адольфо Бйой Касареса, „451° за Фаренгейтом“ Рея Бредбері чи „Шарманка“ Еме Беекман. Антиутопія (англ. dystopia) є повною протилежністю утопії. Утопія (від грец οὐ „не“ і τόπος „місце“; за іншою версією Ου — „благо“ тобто „благе місце“) — жанр художньої літератури, що описує модель ідеального, з точки зору автора, суспільства. На відміну від антиутопії характеризується вірою автора в бездоганність моделі. Серед утопічних творів можна виокремити романи „Утопія“ Томаса Мора, „Місто Сонця“ Томмазо Кампанелли, „Острів пінгвінів“ Анатоля Франса, „Волден-два“ Б. Ф. Скіннера та „Гра у бісер“ Германа Гессе.
До мелодраматичної фантастики належать цикли романів „Дарковер“ Меріон Зіммер-Бредлі та „Сутінки. Сага“ Стефані Маєр, а також роман „Дружина мандрівника у часі“ Одрі Ніффінджер. Прикладами любовної фантастики є книги „Сумніших оповідей не знайдете…“ Георгія Шаха, „Лід“ Анни Каван чи нова версія роману Анн Ґолон „Анжеліка — маркіза янголів“. Зразками нетадиційної міжвидової любовної фантастики є романи „Ліва рука темряви“ Урсули К. Ле Ґуїн чи „Повіси небес“ Джона Бойда Серед романів еротичної фантастики можна назвати „Плоть“ Філіпа Хосе Фармера, „Срібний металевий коханець“ Теніт Лі, „Далґрін“ Семюела Р. Ділені, „Діти Твіра“ Фелікса Димова та „Аварія“ Джеймса Балларда, зразком ЛГБТ-фантастики „Повільна ріка“ Ніколи Ґріффіс. Цикл творів на перетині фантастичного детективу та еротичної фантастики створив у 80-90-х роках ХХ століття російський радянський фантаст Вадим Бєлоусов, який писав під псевдонімом Віллі Конн.
Прикладами психологічної фантастики є романи „Квіти для Елджернона“ Деніела Кіза, „Пошук витоків“ Ліно Альдані, „Маргарет та я“ Кейт Вільгельм та „Мемо“ Андре Рюеллана. Зразки філософської фантастики являють собою „Володар мух“ Вільяма Ґолдінґа, „Чи мріють андроїди про електроовець?“ Філіп К. Діка, „Не побоюся я зла“ Роберта Е. Хайнлайна, „Загибель Аякса“ Павела Вежинова та „Ксеноцид“ Орсона Скотта Карда. До релігійної фантастики мають відношення книги „Кантата за Ляйбовицем“ Волтера Міллера-молодшого, „Космічна трилогія“ Клайва Стейплза Льюїса, „Одинадцята заповідь“ Лестера дель Рея, „Падіння міста Пассау“ Карла Амері, „Агасфер“ Штефана Гайма, „Замах на міражі“ Володимира Тендрякова, „Рим без Папи Римського“ Гвідо Морселлі.
Цікавими романами спортивної фантастики є книги „Гравець у крокет“ Герберта Дж. Веллса, „Олімпійська надія“ Кнуда Люндберга, „Зоряний гамбіт“ Жерара Клайна, „Велике колесо“ Беррінґтона Бейлі, „Гравець“ Баррі Н. Молзберга та „Роллербол“ Вільяма Гаррісона. Мистецька фантастика представлена зокрема повістю „Художник сцени“ Волтера Міллера-молодшого та романами „Сім днів на Новому Криті“ Роберта Грейвза, „Дженні Вільєрс“ Джона Б. Прістлі, „Музикороб“ Ллойд Біґґла-молодшого, „Альтист Данилов“ Володимира Орлова.

## Жанри фантастики гумору та абсурду
Прикладами сатиричної фантастики є романи „Механічний апельсин“ Ентоні Бьорджеса, „Повсталий з мертвих“ Майю Лассіла, „Ваш покірний слуга кіт“ Сосекі Нацуме, „Нотатки про котяче місто“ Лао Ше, „Доктор Стренджлав“ Пітера Джорджа, „Колір надій - зелений“ Карла Йогана Гольцгаузена, „Путівник для тих, хто подорожує автостопом по Галактиці“ Даґласа Едамса. До класичних книг пародійної фантастики належать цикли „Бернгардт-завойовник“ Сема Люндвалла та „Білл-герой Галактики“ Гаррі Гаррісона. Зразками гумористичної фантастики є збірки оповідань „У роботів нема хвостів“ Генрі Каттнера та Кетрін Мур чи цикл творів „Щур з нержавіючої сталі“ Гаррі Гаррісона.
До абсурдистської фантастики належать такі романи як "Аліса в Дивокраї" Льюїса Керролла, „Світ-підробка“ Деніела Ф. Ґелуйє, „Обмін розумів“ Роберта Шеклі та „Білосніжка“ Дональда Бартельмі, цикли творів „Павучий світ“ Коліна Вілсона чи "Дискосвіт" Террі Претчетта. Яскравим прикладом алегоричної фантастики може слугувати „Майстер і Маргарита“ Михайла Булгакова. Прикладом плутівського роману є книга „Гендерсон - заклинач дощу“ Сола Беллоу.

## Жанри фентезі та надприродної фантастики

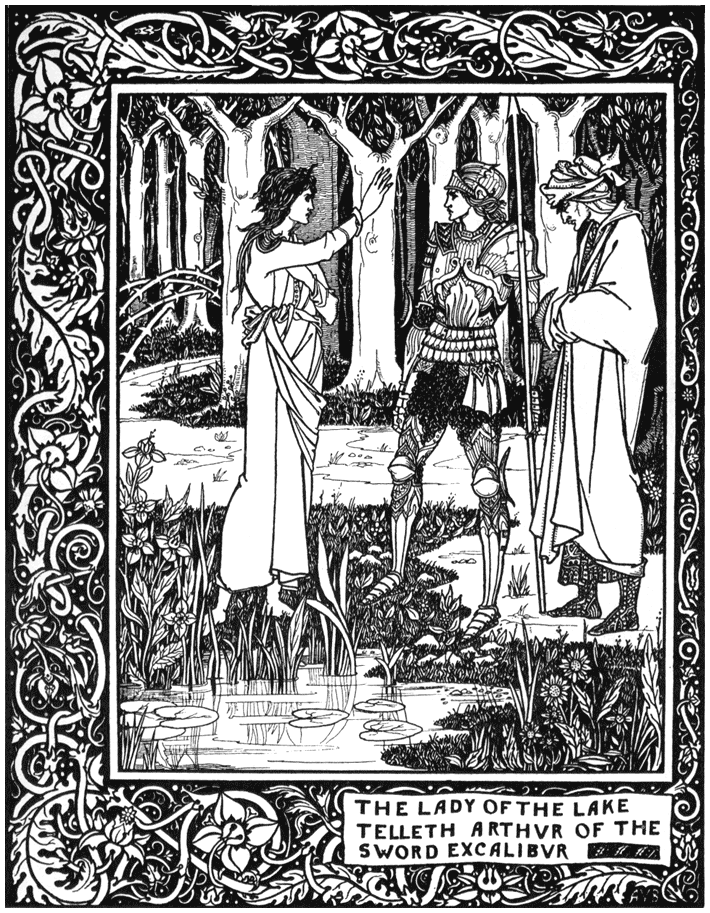
Обрі Бердслі. З циклу ілюстрацій до „Смерті Артура“.

Фентезі — жанр фантастики, який зазвичай використовує чари та інші надприродні явища як первинний елемент сюжету, тему чи місце подій книги. Багато творів в межах жанру відбувається в уявних світах, де магія і магічні істоти є загально прийнятними. Фентезі, як правило, відрізняється від жанрів наукової фантастики і фантастики жахів тим, що автори її творів, як правило, уникають наукових і моторошних тем відповідно, хоча є багато спільного між трьома, бо всі вони є піджанрами фантастичної літератури. Різновидами фентезі героїчна фентезі, висока фентезі, наукова фентезі (або сайнс фентезі), міське фентезі, історична фентезі, дитяча фентезі та казкова фантастика, міфологічна фантастика та епічна фантастика, романи про видумані країни та темна фентезі.
Дитяча фентезі — жанр фентезі, орієнтований на дитячу та підліткову аудиторію, проте не виключає наявності у тексті твору жорстких елементів сюжету, непритаманних казковій фантастиці, на базі яких він виник. Яскравою демонстрацією подібного твердження є присутність подібних деталей у книгах циклу „Гаррі Поттер“ Джоан К. Роулінґ. Казкова фантастика являє собою ту частину дитячої літератури, твори якої містять фантастичні елементи. Прикладами казкової фантастики є „Снігова королева“ Ганса Крістіана Андерсена, „Пітер Пен та Венді“ Джеймса Беррі, „Чарівник країни Оз“ Л. Френка Баума, „Синій птах“ Моріса Метерлінка, „Маленький принц“ Антуана де Сент-Екзюпері та „Міо, мій Міо“ Астрід Ліндґрен. Помітними зразками міфологічної фантастики, що розкриває та розвиває теми та сюжети міфів, є „Володар світла“ Роджера Желязни, „Аргонавти“ Хаїма Олівера, „Загадка Прометея“ Лайоша Мештерхазі, „Критський робот Талос“ Стеліоса Мойсідеса, „Мінотавр“ Тур-Оґа Брінґсвярда, „Мідас“ Вольфганга Жешке та „Персі Джексон, приборкувач блискавок“ Ріка Ріордана.
Своєрідним різновидом міфологічної фантастики є химерна проза. Також до міфологічної фантастики є близькою епічна фантастика, до якої належать Рамаяна та Махабхарата, „Беовульф“ та роман Джона Чепмена Ґерднера „Ґрендел“, „Калевала“ під редакцією Еліаса Ленрота та однойменний цикл романів Еміля Петайя. До героїчної фентезі належать цикл „Конан-варвар“ Роберта Говарда та „Ельрік з Мелнібоне“ Майкла Муркока. Близькою до героїчної фентезі є так звана висока фентезі, найбільш яскравим зразком якої є всесвітньо відомий роман Джона Р. Р. Толкіна „Володар перснів“. Стандартним обов'язком автора високої фентезі стало виписування дрібних деталей фантастичного світу, в якому відбуваються події книги. Жанр, як правило, характеризується наявністю у творі певних фантастичних рас (ельфи, гноми, гобліни), концепції чар, докладними мапами місць подій, пророцтвами, що віщують лихо, винайденими мовами та великими чи навіть багатотомними розмірами тексту. Прикладами романів про видумані країни є „Історія без кінця“ Міхаеля Енде та „Малафрена“ Урсули К. Ле Ґуїн. Найбільш популярним різновидом історичної фентезі є артуріанська фентезі, серед найпомітніших зразків якої „Смерть Артура“ Томаса Мелорі, „Меч у камені“ Теренса Г. Вайта та „Кришталевий грот“ Мері Стюарт та „Діва короля“ Віри Чепмен. На межі фентезі та наукової фантастики знаходиться такий напрям жанру фантастичної літератури як наукова фентезі, класичними прикладами якої є повісті Джека Венса»Повелителі драконів" та «Остання фортеця». Міську фентезі репрезентують «Петербузькі повісті» Миколи Гоголя чи «Нічна варта» Сергія Лук'яненка. До темної фентезі, що лежить посередині між героїчною фентезі та фантастикою жахів, належать цикли «Темна вежа» Стівена Кінґа, «Князь пустки» Ричарда Скотта Беккера, «Чорний загін» Глена Кука чи Вампірські Хроніки Енн Райс.
Містика (від грец. Μυστικός — «прихований», «таємний») — жанр надприродної фантастики, що обґрунтовує віру в існування надприродних сил, з якими таємничим чином пов'язана і здатна спілкуватися людина, а також художньо описує сакральну релігійну практику, яка ставить на меті переживання безпосереднього єднання з Богом (чи богами, духами, іншими нематеріальними сутностями) та займається розкриттям сукупністі теологічних і філософських доктрин, присвячених виправданню та осмислення цієї практики. Гідними зразками містики та містичної фантастики є «Ґолем» Густава Майрінка, «Доктор Мірабіліс» Джеймса Бліша, «Диявол - мертвий» Р. А. Лафферті та «Подорож до зірки короля пекла» Є Юнле. Готичну прозу у фантастиці представляютьтакі книги як «Замок Отранто» Гораса Волпола, «Мельмот-блукач» Чарльза Метьюріна, «Привид опери» Ґастона Леру, «Химерна історія доктора Джекіла та містера Гайда» Роберта Льюїса Стівенсона, «Нічні оповідання» Е. Т. А. Гофманна, «Тиха та зручна місцина» Пітера С. Біґла та «Розполовинений віконт» Італо Кальвіно.
Фантастика жахів (англ. Horror literature, horror fiction; часто просто «жахи» або навіть «ужастики», іноді й запозичене з англійської «хорор») — жанр художньої літератури, що розкриває сюжети та теми, які призначені чи мають потенціал, щоб налякати або досягти переляку своїх читачів, викликаючи почуття жаху і терору. Літературний історик Дж. Е. Каддон [] визначив твір жахів, як «шматок фантастики в прозі змінної довжини, який шокує … або навіть лякає читача, чи, можливо, викликає почуття відрази чи ненависті». Це створює моторошну і страшну атмосферу. Цей жанр близький до жанрів «фентезі» та «містики», хоча кожен з них являє собою окремі течії фантастичної літератури. Містика і фантастика жахів, тим не менш, часто відносять до однієї підгрупи фантастики через численні подібності, проте відмінності в них є також. Слід зазначити, що термін «фантастика жахів» не завжди сприймається тотожним терміну «література жахів», бо останній має більш широке значення, адже «жахи» далеко не завжди належать до фантастики. Книги жанру мають як абсолютно незбагненні сюжетні моменти, так і прозу, засновану на реальних подіях (наприклад, «психологічні трилери», як правило, часто взагалі не мають жодного фантастичного елементу). Проте, все ж таки, жах у книгах жанру, як правило, є надприродним, хоча він може і не мати суто надприродного характеру. В таких випадках центральна загроза твору у жанрі «хоррор» може бути витлумачено як метафора для великих страхів суспільства.
Найчастіше у фантастиці жахів є обмежений набір тематизованих персонажів, запозичених, як правило, з окультної прози чи низової міфології різних народів: вампіри, зомбі, перевертні, примари, демони та ін. Часто, але не завжди в фантастиці жахів розповідається про надприродне в прямому сенсі слова. До фантастики жахів належать «Сказане мертвою головою» Мора Йокаї, «Міфи Ктулху» Говарда Лавкрафта, «Цирк доктора Лао» Чарльза Фінні, «Геноциди» Томаса М. Діша, «Дзвоник» Кодзі Судзукі, «Мішок з кістками» Стівена Кінґа чи «Вогнища Едему» Дена Сіммонса. Окультна проза — це саме той жанр на основі якого і виникла фантастика жахів. Він присвячений контакту з потойбічними силами та художньо описує сюжети і теми окультизму (від лат. Occultus — прихований) — сукупності навчань і традицій, які стверджують, що існують приховані і невідомі науці сили і явища в людині і космосі (природі), досвід яких доступний лише людям з «особливими здібностями» або «обраним». До таких вчень відносяться алхімія, астрологія, каббала, спіритуалізм, теософія, теургія. З цим пов'язані ворожіння, спіритизм, чаклунство, магія, шаманізм, парапсихологія, паранормальні явища, екстрасенсорика, вірування в зв'язок з потойбічним світом. Окультизм часто розуміється синонімом езотеризм — або позначає лише традиції ритуальних практик.
Найвідомішими зразками окультної прози є романи «Денверський двійник» Джорджа Ґріффіса, «Життєвий еліксир» Віри Крижановської, «Майя» Віри Желяхівської, «Омен» Дейвіда Зельцера, «Екзорцист» Вільяма Пітера Блетті та «Дитя Розмарі» Айри Левіна. Ще одним жанром фантастичної літератури, що має свої витоки в окультній прозі паранормальна фантастика — жанр фантастичної літератури, в якому перебіг сюжетів творів зосереджується навколо людей чи іншопланетян з надприродними здібностями, та зокрема її різновид — екстрасенсорна фантастика. Помітні книги цього жанру «Фокусник с Мейфера» Джорджа Ґріффіса, «Паломництво: книга Людей» Зенни Гендерсон, «Бар'єр» Павела Вежинова, «Мертва зона» Стівена Кінґа, «Таємне коло» Лізи Джейн Сміт та «Зірки - мета моя» Альфреда Бестера.

## Жанри історичної та реалістичної фантастики
На стику наукової фантастики та фентезі з історичною прозою з'явилися такі жанри фантастичної літератури як альтернативна історія, криптоісторія, квазісторична проза та історична фентезі. Виразними зразками альтернативної історії, що описує так званий кружний шлях історичний подій, показуючи альтернативний шлях історії на відміну від реального минулого, є романи «Подаруй мені ювілей» Ворда Мура, «Людина у високому замку» Філіпа К. Діка, «Якби фюрер знав» Отто Базіля, «Павана» Кіта Робертса, «Якби Південь переміг у Громадянській війні» Маккінлі Кантора, «Ґарібальді біля Ґетисбергу» П'єро Ф. Проспері, «Пекло Бенеша» Йозефа Несвадба. Прикладом криптоісторії є романи «Бізнес» Ієна Бенкса чи «Овернський клірик» Андрія Валентинова. Прикладом квазіісторичної прози є книга «Невидимі міста» Італо Кальвіно. У жанрі магічний реалізм написані романи 100 років самотності Габріеля Гарсія Маркеса, «Зникнення святої» Жоржи Амаду та «Алхімік» Па́улу Коелью.
«Сюрреалістична проза» представлена книгами «Жінка у пісках» Кобо Абе, «Пустеля» Жана-Марі Гюстав Ле Клезіо чи «Будинок спить» Анни Каван. Особливе місце з-поміж творів фантастичної літератури займають романи про доісторичне минуле — такі як По вогонь" Жозефа Роні-старшого, «Ловці мамутів» Едуарда Шторха, «Танок тигра» Бйорна Куртена, «Діти Землі» Джин Марі Еуел та цикл «Вигнанці у Пліоцені» Джуліен Мей. Останній також має відношення до паранормальної фантастики, та зокрема її напрямку — екстрасенсорної фантастики.
На межі політичного трилеру та наукової фантастики зародився піджанр політична фантастика. Серед книг політичної фантастики можна відзначити «Сім днів у травні» Флечера Нібела та Чарльза Бейлі, «Порада та згода» Аллена Друрі та «Файл «Вектор»» Генрі Саттона.. Соціальним проблемам та темам політики найчастіше присвячені романи про близьке майбутнє. серед них виокремлюються «На вищих щаблях» Артура Гейлі, «Озброєні табори» Кіт Рід, «Ветеринар» Пера Йоршильда та Країна закату" Кнута Фальдбаккена. Близьким до політичної фантастики є твори Володимира Сіренка та його дружини Лариси Захарової «Планета зірки Епсилон» і «Пліозавр-45». До романів про віддалене майбутнє можна віднести «За мільйон років» Драгутина Іліча, «Сюрреаль 3000» Сюзанни Маршаль, а також повість «За тисячу років» Ганса Крістіана Андерсена.

## Інші жанри фантастики
Зразками фантастичної поезії є віршовані романи та поеми «Божественна комедія» Данте Аліґ'єрі, «Гамлет» Вільяма Шекспіра, «Аніара» Харрі Мартінсона та збірки «Де робомиш і роболюді бігли в робомістах» Рея Бредбері і «Драконяча оповідь» Фльор Едкок. Окремо можна виділити піджанр науково-фантастичний роман у віршах.
Особливу нішу займають фантастичні графічні романи, і зокрема манга-романи, та фантастична літературна критика.
У зв'язку з багаторічним домінування чоловіків у фантастиці та власне чоловічої фантастики у жанрі виникла феміністична фантастика, що розкриває фантастичні теми з погляду жінки. Прикладами феміністичної фантастики «Жіночий чоловік» Джоанни Расс, «Прогулянка до межі світу» Сюзі Маккі Чарнас, «Подорож до країни жінок» Шері С. Теппер, «Псалми Ірода» Естер М. Фріснер. Проте не всі жінки працюють саме у феміністичній фантастиці, наприклад, колишній агент ЦРУ Еліс Шелдон (1915—1987), що писала під псевдонімом Джеймс Тіптрі-молодший, віддавала перевагу жорсткій фантастиці, зокрема описувала жінок скоріше з боку чоловіка, ніж жінки, причому настільки автентично, що майбутній гросмейстер фантастики Роберт Сілверберг висловив тезу, що «припускати думку, що Джеймс Тіптрі-молодший може виявитися жінкою — повна несенітниця».
Слід зазначити, що значна частина фантастичних книг має відношення не до одного певного жанру чи напрямку, а одразу до кількох, наприклад, книга Елджернона Блеквуда «Джон Сайленс, лікар невідкладної допомоги» являє собою помісь окультної прози, медичної фантастики, паранормальної фантастики та фантастичного детектива.
Практично уся палітра жанрів, сюжетів та ідей фантастичної літератури представлена у багаторічній праці праці Генріха Альтова «Реєстр науково-фантастичних ідей и ситуацій».